# Léon l'Africain
Cet article concerne le personnage historique. Pour le roman, voir Léon l'Africain (roman). Pour les autres significations, voir l'Africain (homonymie).
 (avril 2025).
Si vous disposez d'ouvrages ou d'articles de référence ou si vous connaissez des sites web de qualité traitant du thème abordé ici, merci de compléter l'article en donnant les références utiles à sa vérifiabilité et en les liant à la section « Notes et références ».
 (janvier 2019).
Hassan al-Wazzan, dit Léon l’Africain (en latin : Johannes Leo Africanus ; en arabe : حسن ابن محمد الوزان الغرناطي), est un diplomate et auteur andalou de l’empire Nasride des XVe et XVIe siècles, né probablement près de Grenade vers 1494 et mort à une date inconnue, allant selon les sources de 1527 à 1555,,'. Il est l'auteur de Description de l'Afrique, publié en 1530.

## Biographie

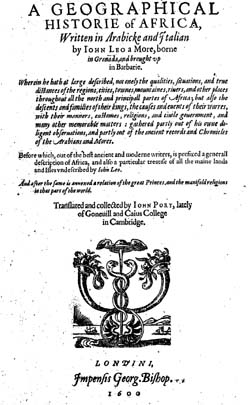
Page de titre de l'édition anglaise (1600) de l'ouvrage de Léon l'Africain sur l'Afrique.

Après la prise de Grenade en 1492 par les Rois catholiques, Isabelle de Castille et Ferdinand II d’Aragon, la famille de Léon l'Africain se réfugie à Fès dans l'actuelle Maroc. Hassan y suit des études de théologie dans plusieurs madrasas de Fès et à la Quaraouiyine. Son oncle maternel l'initie à la vie de diplomate, en le conviant à l’accompagner lors d’une mission auprès du souverain de l’Empire Songhai, Askia Mohammed[réf. nécessaire].
À l’âge de 20 ans, il s’engage définitivement sur les routes et la voie de la diplomatie, pour une vie entière de grand voyageur et de négociateur : ses missions politiques et commerciales le mènent à travers tout le Maroc : du Rif au Souss, des Doukkala au Tadla, du Tafilalet aux zones présahariennes, ainsi que dans tous les pays du Maghreb, de l'Arabie, de l’Afrique saharienne, à Constantinople et en Égypte[réf. nécessaire].
En 1518, de retour du pèlerinage musulman à La Mecque, le navire sur lequel il se trouve est attaqué, et il est fait prisonnier par des « marins siciliens ». Il est en fait capturé par un chevalier de l’Ordre de Saint-Jean, Pedro di Bobadilla. Sans doute parce qu'il a quelques errements à se faire pardonner, celui-ci en fait présent au pape Léon X qui le fait catéchiser puis baptiser sous ses propres noms, Jean Léon. Il devient alors Jean-Léon de Médicis, dit « Léon l’Africain ».
Pendant son séjour en Italie, il s’initie à l’italien et au latin, et enseigne l’arabe à Bologne. À la demande du pape, il écrit sa fameuse Cosmographia de Affrica, publiée à Venise sous le titre Description de l'Afrique en 1525.
Cet ouvrage de référence, qui évite soigneusement de donner des informations à caractère militaire, est la seule source de renseignement sur la vie, les mœurs, les us et coutumes dans l'Afrique du XVIe siècle.

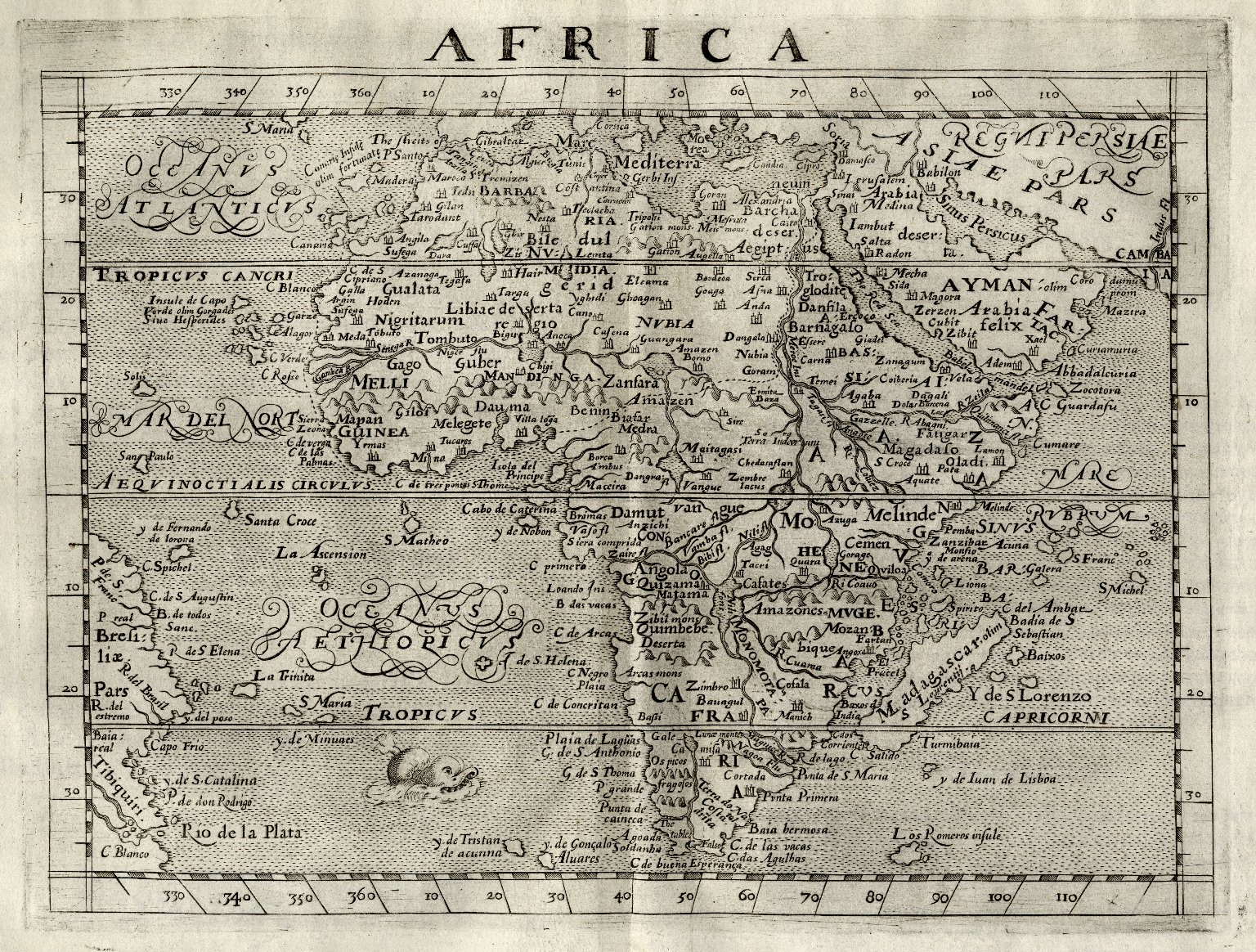
Carte d'Afrique établie en 1600 par John Pory, transcrivant les indications de Léon l'Africain.

C’est en particulier grâce à ce livre que Tombouctou devient une ville mythique dans l’imaginaire européen ; il est ainsi l’inspirateur de René Caillié parti à sa découverte. C'est aussi la bible de tous les diplomates et explorateurs intéressés par l’Afrique[réf. nécessaire].
Il n'existe aucune information fiable sur la date et le lieu de la mort de Léon l'Africain, que l'on estime survenue aux alentours de 1555.

## Postérité

### Littérature
Le roman Léon l’Africain, écrit par le romancier franco-libanais Amin Maalouf et publié aux éditions Jean-Claude Lattès en 1986, relate la vie de l'explorateur sous la forme d'une autobiographie imaginaire.

### Projet de film
Un projet de film sur la vie de Léon l'Africain (avec Jamel Debbouze dans le rôle titre) a été lancé en 2015.

### Théâtre
La pièce dramatique intitulée Tous des Oiseaux, écrite et mise en scène par Wajdi Mouawad, s'inspire du roman de l'écrivain Amin Maalouf sur Léon l'Africain. Cette œuvre théâtrale a été jouée au théâtre national de la Colline à Paris en 2017.